# Raby Castle
Raby Castle är en fornlämning i Storbritannien.   Den ligger i kommunen Durham i riksdelen England, i den centrala delen av landet, 400 km norr om huvudstaden London. Raby Castle ligger 142 meter över havet.
Terrängen runt Raby Castle är huvudsakligen platt, men västerut är den kuperad. Runt Raby Castle är det ganska glesbefolkat, med 30 invånare per kvadratkilometer. Närmaste större samhälle är Darlington, 17,9 km öster om Raby Castle. Trakten runt Raby Castle består till största delen av jordbruksmark.